# Mathieu Baron
Pour les articles homonymes, voir Baron.
 (août 2023).
La mise en forme du texte ne suit pas les recommandations de Wikipédia : il faut le « wikifier ».
Les points d'amélioration suivants sont les cas les plus fréquents :
- Les titres sont pré-formatés par le logiciel. Ils ne sont ni en capitales, ni en gras.
- Le texte ne doit pas être écrit en capitales (les noms de famille non plus), ni en gras, ni en italique, ni en « petit »…
- Le gras n'est utilisé que pour surligner le titre de l'article dans l'introduction, une seule fois.
- L'italique est rarement utilisé : mots en langue étrangère, titres d'œuvres, noms de bateaux, etc.
- Les citations ne sont pas en italique mais en corps de texte normal. Elles sont entourées par des guillemets français : « et ».
- Les listes à puces sont à éviter, des paragraphes rédigés étant largement préférés. Les tableaux sont à réserver à la présentation de données structurées (résultats, etc.).
- Les appels de note de bas de page (petits chiffres en exposant, introduits par l'outil «  Source ») sont à placer entre la fin de phrase et le point final[comme ça].
- Les liens internes (vers d'autres articles de Wikipédia) sont à choisir avec parcimonie. Créez des liens vers des articles approfondissant le sujet. Les termes génériques sans rapport avec le sujet sont à éviter, ainsi que les répétitions de liens vers un même terme.
- Les liens externes sont à placer uniquement dans une section « Liens externes », à la fin de l'article. Ces liens sont à choisir avec parcimonie suivant les règles définies. Si un lien sert de source à l'article, son insertion dans le texte est à faire par les notes de bas de page.
- La présentation des références doit suivre les conventions bibliographiques. Il est recommandé d'utiliser les modèles {{Ouvrage}}, {{Chapitre}}, {{Article}}, {{Lien web}} et/ou {{Bibliographie}}. Le mode d'édition visuel peut mettre en forme automatiquement les références.
- Insérer une infobox (cadre d'informations à droite) n'est pas obligatoire pour parachever la mise en page.

Pour une aide détaillée, merci de consulter Aide:Wikification.
Si vous pensez que ces points ont été résolus, vous pouvez retirer ce bandeau et améliorer la mise en forme d'un autre article.
Mathieu Baron est un animateur et un acteur québécois, né en décembre 1984 à Moncton au Nouveau-Brunswick.

## Biographie
Les grands-parents paternels de Mathieu Baron sont nés en Italie et ont immigré au Québec. En fait, son patronyme, Baron, devrait être prononcé à l’italienne. Il est ainsi le fils de Marco Baron, un joueur de hockey professionnel qui a évolué dans la Ligue nationale de Hockey pour les Oilers d'Edmonton. Ses parents se séparent lorsqu’il a quatre ans. Son père quitte la Ligue nationale, afin de poursuivre sa carrière avec l’équipe d’Ambri-Piotta en Suisse italienne. Sa mère, Sylvie Sanscartier, reste au Québec. De 4 à 13 ans, il vit à Montréal avec sa mère puis, de 13 à 16 ans, il habite en Suisse. En tout, il a vécu sept ans en Suisse italienne. Il a donc fréquenté 18 écoles distinctes sur plusieurs continents : 
« Tous les ans, je changeais d’école au moins une fois, soit en déménageant dans une autre ville, soit sur un autre continent, raconte-t-il. J’ai rencontré plein de personnalités et de cultures différentes. À 13 ans, par exemple, j’allais à l’école avec des Turcs et des Croates, qui avaient immigré en Suisse parce que leur pays était en guerre. La mentalité là-bas n’était pas du tout la même qu’ici, au Québec. Je le répète souvent: ce n’est pas dans les livres que j’ai appris la vie, mais plutôt grâce à mes expériences personnelles ».

## Carrière
Mathieu Baron se fait connaître du grand public en 2006 avec l’émission Loft Story. Il réitère l'expérience, mais ne remporte pas (Gagnant Sébastien Tremblay) l'édition Loft Story 6 : La Revanche en 2009. Toutefois, il incarne toujours à l’époque l'image du « gars du loft ». C'est en 2012 qu'il se fait connaître, cette fois-ci en tant qu’acteur, grâce à son rôle du gardien de prison Marco Choquette dans la série télévisée à succès Unité 9. Par la suite, il enchaîne plusieurs rôles au petit écran dans des séries comme Victor Lessard, Cérébrum et plus encore. Au 13e gala annuel des Zapettes d'or, il obtient le prix du meilleur «Méchant de l'année» pour son rôle de Nick Romano dans la populaire quotidienne District 31. Il est aussi animateur dans plusieurs émissions au Québec, Coup de foudre, 99 envies d’évasion, Chefs de bois etc . Il a également animé une émission touchante nommé : J’ai frôlé la mort !, qui est une nouvelle série documentaire.

## Vie privée
De nature discrète sur sa vie privée, il annonce en 2023 être en couple avec Alexandra De Simon, une agente immobilière. Le couple divulgue la même année la venue de leur premier enfant, attendu pour février 2024.

## Filmographie

### Télévision[9],[10]
- 2003 : Loft Story : Lui-même
- 2009 : Loft Story 6 : La revanche : Lui-même
- 2011: 19-2 : Gros Huilleaux
- 2013-2019 : Unité 9 : Marco Choquette
- 2015 : 30 vies : Maxime
- 2015 : Pour Sarah : Videur
- 2016-2019: District 31 : Nick Romano
- 2018 : Victor Lessard : Valery Mardaev
- 2019 : Les 422 : Thomas
- 2019 : Cérébrum : Luc Beaudry

- 2019 : Alerte Amber :  Jimmy Barbeau
- 2019 : Blood & Treasure : Luc Véraldi
- 2020 : Fugueuse : Jim O'brien
- 2021 : Toute la vie : Fabio Arditti
- 2022: Indéfendable : Maxime Dubois
- 2022: La Confrérie : Francis
- 2022 : La maison des folles : Mathieu Leclerc

### Animation
- 2016 : Tous pour un chalet
- 2016 : Coup de foudre
- 2019 : Les héros de la réno
- 2021 : Chefs de bois
- 2022 : 50 façons de tuer sa mère
- 2023 : Quand les murs tombent

## Nominations
- 2018 – Nomination Rôle Masculin Série Annuelles ” District 31″  ARTIS.
- 2018 – Nomination Meilleur Animation “Tous Pour un Chalet 2”  Prix Gémeaux [11].
- 2022 – Nomination Meilleur Rôle de Soutien Dramatique “La Maison des Folles 2” Prix Gémeaux [12].
- 2022 – Nomination Meilleure animation Télé-réalité “Chef de Bois” Prix Gémeaux [12].
- 2023 - Nomination Meilleure animation Télé-réalité “Chef de Bois” Prix Gémeaux [12].

## Récompenses
- 2021 : Récipiendaire d’une Zapette d’or :  Méchant de l’année - Nick Romano dans District 31 [13].